# Kerem Shalom
Kerem Shalom (em hebraico:  כֶּרֶם שָׁלוֹם, lit. Vinha da Paz) é um kibutz no Conselho Regional de Eshkol, em Israel, fundado em 1966. O kibutz rompeu-se em 1996, mas foi reestabelecido em 2001. 
Kerem Shalom situa-se no vértice da tríplice fronteira entre Israel, Egito e Faixa de Gaza, sendo muito conhecido devido à sua situação geográfica.
Desde 20 de março de 2006 que a fronteira de Kerem Shalom tem sido usada para o transporte de bens do Egito para Gaza, para a distribuição de ajuda humanitária Paletes chegam em camiões do Egito e são descarregadas em Kerem Shalom, onde camiões palestinianos as carregam para o interior da Faixa de Gaza, numa operação que demora 45 minutos e que permite entre 15 a 50 camiões carregados diaramente.
Foi muito perto de Kerem Shalom que em 25 de junho de 2006 o soldado Gilad Shalit, do exército de Israel, foi raptado por militantes palestinianos do Hamas que violaram a fronteira da Faixa de Gaza com Israel através de um túnel. Dois soldados da IDF morreram e três ficaram feridos, além de Shalit. Em resposta e com a missão de resgatar o soldado raptado, as IDF entraram em Gaza como parte da "Operação Chuvas de Verão" em 28 de junho desse ano. O soldado Shalit, promovido a sargento durante o período de cativeiro só seria libertado em 18 de outubro de 2011 após mantido cinco anos e quatro meses em local secreto, em troca de 1027 prisioneiros palestinianos.
[21/09/14] - Poucas casas de cor bege separadas por quintais, muita areia e algumas árvores salpicadas aqui e ali, assim como brinquedos e bicicletas infantis. A princípio, a paisagem se parece à de qualquer outro bairro bucólico na periferia de Israel. Um detalhe, no entanto, faz a diferença: um enorme muro de concreto de 5m de altura passa a poucos metros das casas, marcando a fronteira com a Faixa de Gaza. O kibutz Kerem Shalom, uma cooperativa agrícola socialista com 105 habitantes, é a comunidade israelense mais próxima ao território palestino, a apenas 50 metros da fronteira. Durante o recente conflito de 50 dias (8 de julho a 26 de agosto) entre Israel e o grupo islâmico Hamas, cerca de 200 foguetes e morteiros caíram nos arredores do kibutz de menos de 1 Km² — um por dia atingiu o perímetro residencial. Mesmo assim, duas novas famílias se mudaram para o local nos últimos dois meses.